# Льонко Євген Олександрович
Льонко Євген Олександрович (24 жовтня 1949, Нью-Йорк — 2 жовтня 2006) — український композитор, член НСКУ.
Освіту здобув в Київській консерваторії у класі композиції А. Штогаренка (1978), факультативно вчився по класу органа у А. Котляревського. В 1978-82 роках — музичний редактор видавництва «Музична Україна».
Автор творів:
- Концерт-симфонія «Універсали» для органа з камерним оркестром
- Симфонія-концерт для органа та брас-квінтету
- 3 симфонії, 2 концерти, 12 прелюдій і фуг, 12 концертних п'єс, 6 сонат для органа соло
- Маленький дивертисмент для флейти, гобоя і фагота
- Concerto piccolo для мандоліни з оркестром народних інструментів (1998)
- Concerto piccolo для кобзи з оркестром народних інструментів
- Соната для фортепіано
- 2 сюїти для ансамблю електронних інструментів
- п'єси для естрадно-симфонічного оркестру, хори, романси, обробки народних пісень